# Nahverkehr in Frankfurt (Oder)
Der Nahverkehr in Frankfurt (Oder) (ÖPNV) wird durch Eisenbahn, Straßenbahn (Meterspur) und Omnibus wahrgenommen. Stadtbusse ergänzen die Straßenbahn und stellen darüber hinaus weitere Radialverbindungen zwischen dem Zentrum und mehreren Wohnquartieren her.
Den innerstädtischen Nahverkehr betreibt die Stadtverkehrsgesellschaft mbH Frankfurt (Oder).

## Straßenbahn

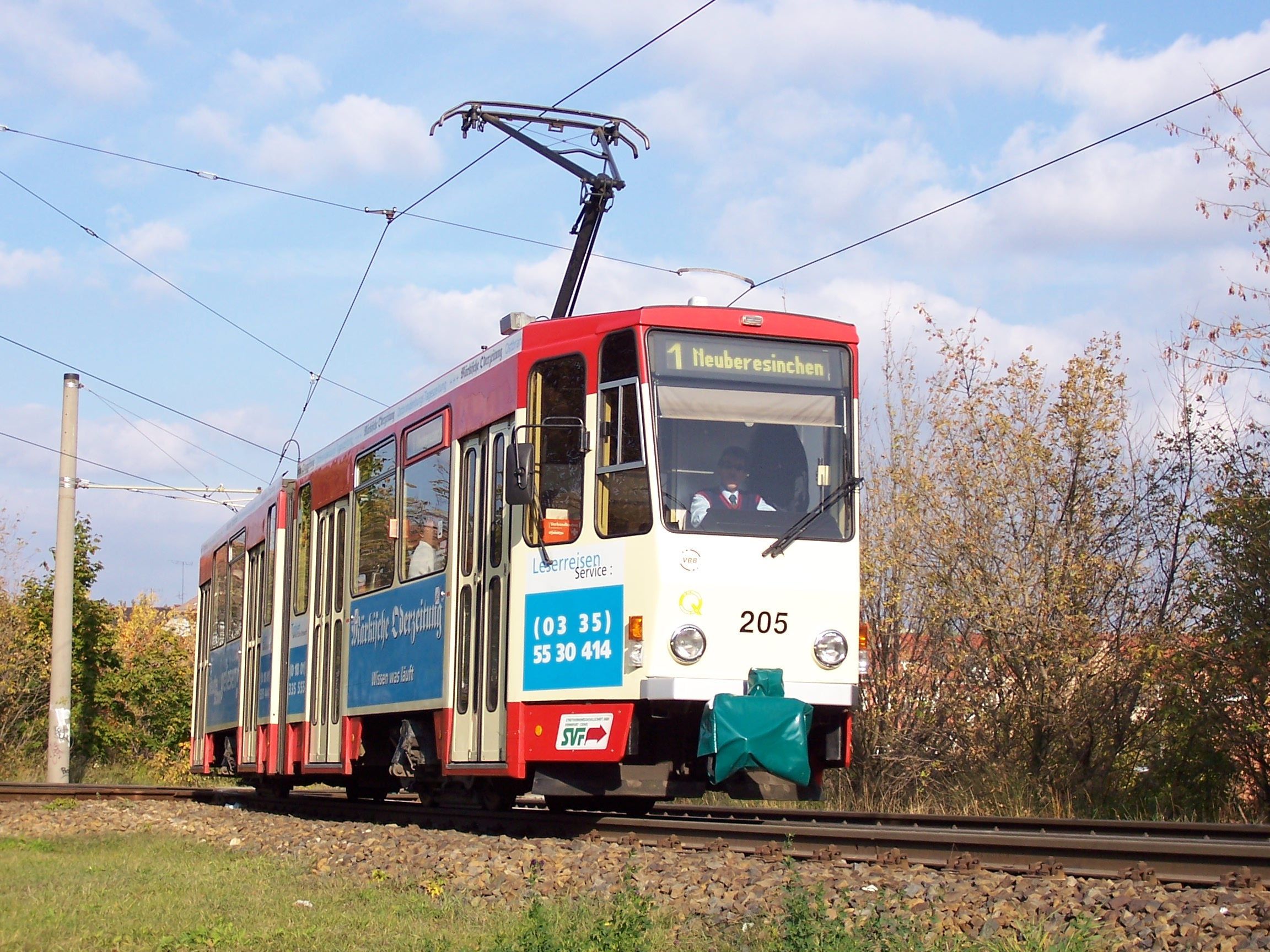
KT4Dm in Frankfurt (Oder)

Frankfurt (Oder) besitzt ein meterspuriges Straßenbahnnetz von etwa 37,9 Kilometern Länge. Es verkehren drei Haupt- und zwei Verstärkungslinien:
- Linie 1: Neuberesinchen – Bahnhof – Zentrum – Stadion
- Linie 2: Messegelände – Zentrum – Europa-Universität
- Linie 3: Markendorf Ort – Bahnhof – Zentrum – Europa-Universität
- Linie 4: Markendorf Ort – Bahnhof – Zentrum – Lebuser Vorstadt
- Linie 5: Neuberesinchen – Bahnhof – Messegelände

Die drei Hauptlinien 1, 2 und 4 der Straßenbahn verkehren täglich von 4.00 bis 23.30 Uhr im
- 20-Minuten-Takt: Montag bis Freitag von 6.30 bis 19.00 Uhr, Sonnabend von 8.30 bis 15.00 Uhr,
- 30-Minuten-Takt: Sonn- und Feiertag ganztägig (ab 6.30), Montag–Sonnabend vor und nach dem 20-Minuten-Takt.

## Bus

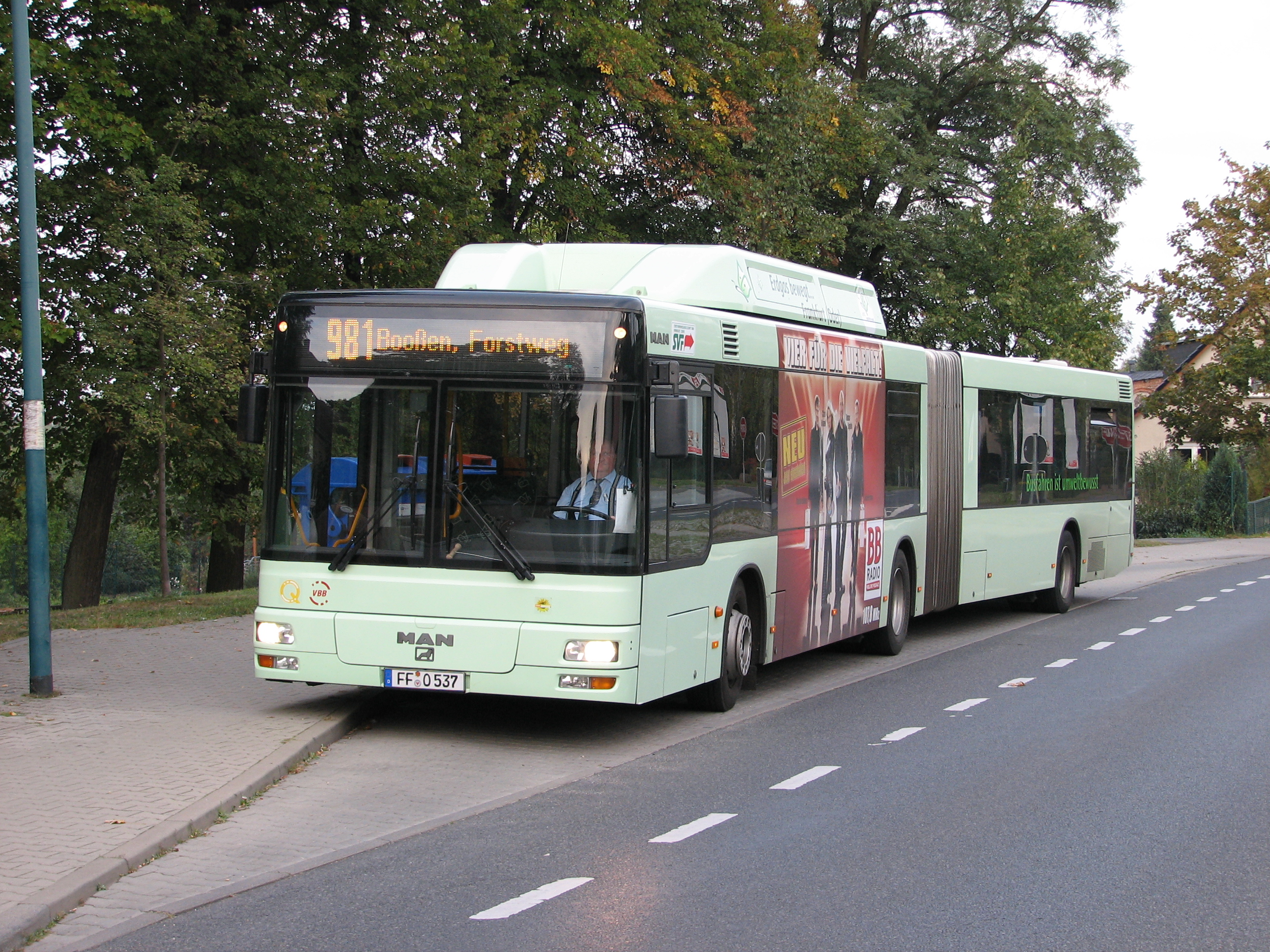
MAN Erdgasgelenkbus in Frankfurt (Oder)

Zurzeit (Stand August 2022) verkehren in Frankfurt (Oder) 8 Buslinien und 2 Nachtlinien für die Stadtverkehrsgesellschaft mbH Frankfurt (Oder) (SVF).
- Die Hauptlinie 980 (früher A) verbindet den Bahnhof und die Endstelle Kopernikusstraße im Südwesten der Stadt über Zentrum, Hansa-Nord, Klingetal und das Messegelände.
- Die Linie 981 (früher B und D) verkehrt von der Kopernikusstraße über Baumschulenweg, Bahnhof, Zentrum, Hansa-Nord und Spitzkrug weiter nach Kliestow und Booßen.
- Die 980 und 981 verkehren auch im Abendverkehr, dann aber teilweise auf verkürzten Strecken.
  - Die 980 hat in der Regel einen 60-Minuten-Takt, an Schultagen in der Hauptverkehrszeit einen 30-Minuten-Takt.
  - Dagegen verkehrt die 981 je nach Tag und Uhrzeit im 10- bis 60-Minuten-Takt.
- Die Linie 982 (früher C) verbindet den Bahnhof mit den westlichen Vororten, wie den Wildpark, Rosengarten, Pagram, Lichtenberg, Hohenwalde und Markendorf. Werktags von 4:30 bis 22:00 alle 60 Minuten und am Wochenende alle 120 Minuten.
- Die im Dezember 2012 eingerichtete Linie 983 stellt erstmals seit 1945 wieder eine Verbindung in die ehemalige Dammvorstadt – das heutige Słubice her. Sie verkehrt Montag–Freitag zwischen 5.00 Uhr und 8.30 Uhr im 30-Minuten-Takt und täglich bis 22.00 Uhr alle 60 Minuten vom Bahnhof (Mo.–Fr. über die Universität) zum neuen Busbahnhof an der Akademicka-Straße.
- Die Linie 984 (früher F) verkehrt vom Bahnhof in den Süden der Stadt nach Güldendorf und Lossow. An den Wochenenden verkehrt sie weiter zum Naherholungsgebiet Helenesee circa alle 60 Minuten.
- Die Saisonbuslinie 986 (früher H) verkehrt im Juli und August vom Bahnhof über Neuberesinchen zum Helenesee.
- Die Linie 987 (früher K) verläuft von Neuberesinchen kommend über Südring und Messegelände weiter über das Hansa-Nord zum Spitzkrug, einem Einkaufszentrum im Norden. So gelangt man alle 40 bis 60 Minuten von 6:00 Uhr bis 18:00 Uhr bzw. am Wochenende von 8:00 Uhr bis 16:00 Uhr alle 120 Minuten zum Spitzkrug. Darüber hinaus verfügt Frankfurt auch über einen Schulbusverkehr mit der Liniennummer 988.
- Die Kleinbuslinien 989 und 992 wurden am 25. September 2006 wegen geringer Nachfrage eingestellt.
- Nachtbusse: Ab 22:30 bis Betriebsbeginn des Folgetages verkehren durch die Oderstadt auch Nachtbusse. Es besteht jeweils Anschluss von der N1 zur N2 und umgekehrt. Alle 30 bis 60 Minuten trifft man die Nachtbusse.
  - Die Linie N1 verkehrt vom Bahnhof über Zentrum, Hansa-Nord, Klingetal und Westkreuz zum Bahnhof
  - Die Linie N2 vom Bahnhof über Südring und Neuberesinchen zum Bahnhof.

Im Herbst 2002 wurden 11 moderne und umweltfreundliche Erdgasbusse in Solo- (MAN NL 243-CNG) und 11 in Gelenkbauweise (MAN NL 313-CNG) beschafft. Diese ersetzte man durch 6 MAN NL 273 CNG Euro 6 und 10 MAN NG 313 CNG Euro 6. Dazu kommen noch 4 MAN Lion’s City 12 C EfficientHybrid und 6 MAN Lion’s City 18 C EfficientHybrid.

## O-Bus
Wegen der Frankfurter Topographie mit deutlichen Höhenunterschieden plante man Ende der 1930er Jahre zunächst eine O-Bus-Linie vom Bahnhof über Baumschulenweg und Birnbaumsmühle zum Gronenfelder Weg. Schließlich entschied man sich 1942 den Norden der Stadt mit einer O-Bus-Linie im Verlauf der damaligen Buslinie A zu erschließen. Diese verlief von der Nordseite des damaligen Wilhelmplatzes (heute zwischen Lenné-Passagen und Kaufland nahe der Haltestelle „Zentrum“) über die Halbe Stadt, die Sophienstraße und die Lennéstraße zur nördlichen Berliner Straße.
Die Bauarbeiten an der Oberleitungsanlage waren bereits weit fortgeschritten, als sie der Zweite Weltkrieg zum Erliegen brachte. Danach wurde das Projekt nicht wieder aufgenommen. Die bereits aufgestellten Betonmasten entlang der geplanten Strecke standen aber noch bis in die 1990er Jahre.

## Eisenbahn
Folgende Eisenbahnlinien des Landes Brandenburg binden den Bahnhof Frankfurt (Oder) an das Umland an:
| RE 1  | Cottbus/Eisenhüttenstadt / Frankfurt – Berlin Stadtbahn – Potsdam – Brandenburg (Havel) / Magdeburg |
| RE 10 | Frankfurt – Eisenhüttenstadt – Cottbus – Leipzig                                                    |
| RB 43 | Frankfurt – Eisenhüttenstadt – Cottbus – Falkenberg (Elster)                                        |
| RB 36 | Frankfurt – Beeskow – Wendisch-Rietz – Königs Wusterhausen                                          |
| RB 60 | Frankfurt – Werbig – Wriezen – Bad Freienwalde (Oder) – Eberswalde                                  |
| RB 91 | Frankfurt – Słubice – Kunowice – Rzepin – Zielona Góra                                              |

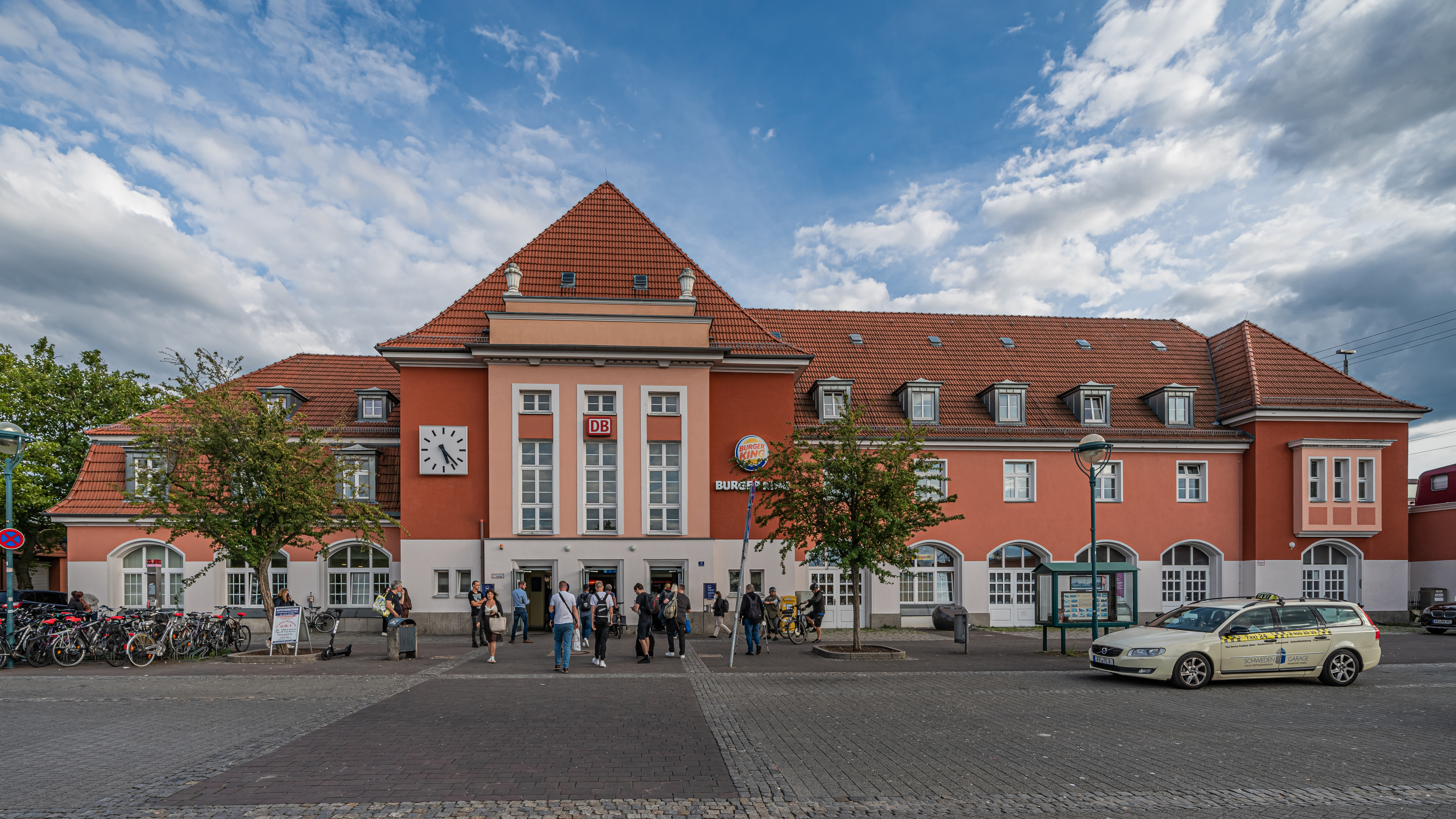
Bahnhof

Außerdem existieren noch andere Bahnhöfe und Haltepunkte in Frankfurt (Oder). Siehe Bahnhöfe in Frankfurt (Oder).

### Niederbarnimer Eisenbahn
Zwei Linien der Niederbarnimer Eisenbahn verkehren mit folgender Taktung von und nach Frankfurt:
| Linie                | RB 36               | RB 60               |
| -------------------- | ------------------- | ------------------- |
| Takt in Frankfurt    | stündlich           | stündlich           |
| Wendung in Frankfurt | um die volle Stunde | um die volle Stunde |

### ODEG
Der Regionalexpress der Linie 1 verkehrt 3 mal pro Stunde Richtung Brandenburg bzw. Magdeburg und erreicht Berlin Ostbahnhof in rund einer Stunde. Seit Dezember 2022 verkehrt der RE 1 als Teil der ODEG.
| Linie                | RE 1             |
| -------------------- | ---------------- |
| Takt Richtung Berlin | 3 mal pro Stunde |

### DB Fernverkehr
Achtmal täglich halten die Züge des Berlin-Warszawa-Express in Frankfurt(Oder), jeweils drei nach Berlin und drei nach Warschau sowie ein weiteres Zugpaar nach Gdańsk/Gdynia über Poznań, Bydgoszcz und Sopot.